# Maschinenfabrik Esslingen 4420 und 4421
Die Tagebaulokomotiven Maschinenfabrik Esslingen 4420 und 4421 der Riebeckschen Montanwerke wurden von der Maschinenfabrik Esslingen 1939 als Industrielokomotiven mit Zahnradantrieb gebaut. Sie wurden als reine Berglokomotiven für den Kohletransport der Grube Otto-Scharf bei Köttichau / Zeitz verwendet. Die mit Gleichstrom mit einer Spannung von 1200 Volt betriebenen Elektrolokomotiven waren seinerzeit die stärksten Zahnradlokomotiven der Welt. Sie sind während des Zweiten Weltkrieges gefahren und sind danach verschollen.

## Geschichte

### Vorkriegsgeschichte

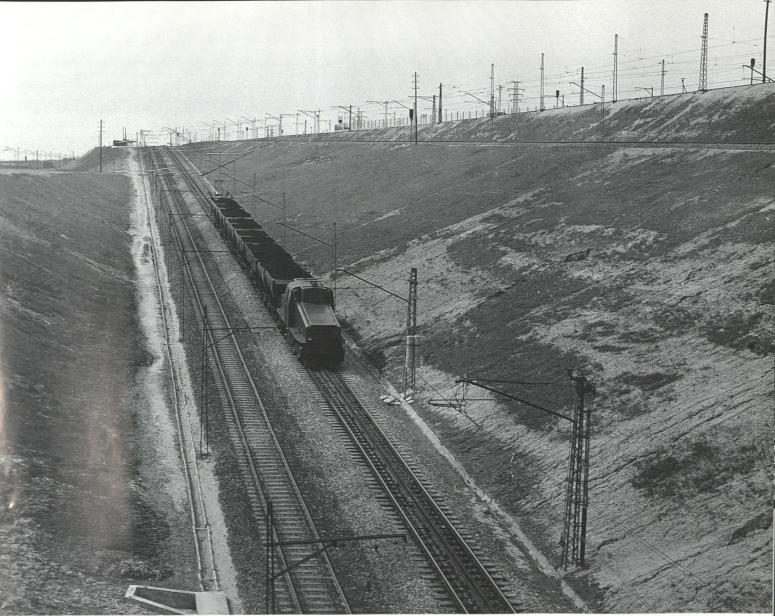
ME 4420 und 4421 bei Bergfahrt auf der Grube Otto-Scharf

Der Aufschluss in der Grube Otto-Scharf erfolgte in den Jahren ab 1937. Für den Kohlentransport von der Tagebausohle bis zur Kohlen-Ausfahrt war eine 550 m lange Steigung mit einem Gefälle von 65 ‰ vorhanden. Während bei anderen Tagebauausfahrten damals mit größeren Neigungen schon Reibungsbahnen angelegt wurden, entschied sich die Grube Otto-Scharf für eine Zahnradbahn, um auch größere Lasten zu befördern, bei Inkaufnahme aller betrieblichen Nachteile.
Die Kohlebahnausfahrt wurde in Normalspur mit einem Gleis mit Zahnstange nach dem System Strub und einem Gleis ohne Zahnstange verlegt. Die Zahnradlokomotive übernahm auf dem oberen Ende der Zahnstangenstrecke den kompletten Zug mitsamt der Zuglokomotive und beförderte die gesamte Einheit mit leeren Kohlewagen auf das untere Ende der Tagebausohle, wo die Reibungslokomotive wieder über eine Zahnstangenweiche aus dem Zahnradgleis ausschwenkte und den gesamten Zug zu den Beladungsgleisen beförderte. Danach wurde ein schon fertiger Vollzug auf das Zahnstangengleis vor der Zahnradlokomotive gefahren und von dieser mit einer Gesamtlast bis zu 600 t, das waren damals acht Kohlewagen mitsamt der Reibungslokomotive, die geringfügig mitschob, zur Tagebauausfahrt hochgedrückt.
Die beiden eingesetzten Zahnradlokomotiven wurden im Jahr 1941 in Betrieb genommen und waren damals die stärksten Zahnradlokomotiven weltweit. Die Lokomotiven und die Zahnradstrecke bewährten sich und erregten in der Fachpresse große Aufmerksamkeit. Die Lokomotiven hatten die Aufgabe, täglich jeweils 20 000 t Braunkohle zu befördern. Die Zahnstangen und Antriebsräder waren hierbei größten Belastungen ausgesetzt. Gelegentlich kam es während des Betriebes trotz einer zweiten Lokomotive zu Ausfällen, bei denen der Betrieb im Reibungsbetrieb mit Lokomotiven der Bauart KEL 3 mit lediglich drei Wagen Last durchgeführt werden musste. Aus dem Grund wollten die Riebeckschen Montanwerke noch eine dritte Zahnradlokomotive bestellen, die aber auf Grund von Lieferungen für den Kriegslokomotivbedarf nicht genehmigt wurde.

### Nachkriegsgeschichte
Zum Kriegsende endete der Förderbetrieb in der Grube Otto-Scharf. Sämtliche Gleisanlagen mit den Zahnradlokomotiven wurden als Reparationen in die Sowjetunion gefahren. Die Zahnradlokomotiven sind seit jener Zeit verschollen. Der Tagebaubetrieb wurde 1949 wieder aufgenommen. Für die Kohlenausfahrt wurden nicht abtransportierte KEL 3 eingesetzt.

## Technik
Die Zahnradlokomotiven hatten die Form mit mittleren Führerstand und Vorbauten, in denen die Haupt- und Hilfsaggregate untergebracht waren. Sie hatten die Achsfolge 2’zzzz2’, d. h. es sind zwei Drehgestelle mit Laufachsen und vier mittlere Zahnräder als Antriebsräder, die ausschließlich im Bereich der Zahnstange wirkten. Die bergwärtige Seite der Lok war mit Regelspurpuffern und einer Behelfskupplung zur Kupplung der Zugeinheit oder im Falle einer Überführung in die Werkstatt ausgerüstet, die andere Seite war lediglich mit Behelfspuffern versehen.
Für die Auswahl der Zahnräder und der Zahnstange hatte die Maschinenfabrik Esslingen verbessertes Material mit größerer Härte und Zähigkeit verwendet, die Belastung der Zahnstange war beträchtlich. Größter Wert wurde auf die Ausführung der Bremsanlage gelegt; die elektrische Widerstandsbremse erforderte eine Belastung von bis zu 65 t auf die Zahnstange. Zusätzlich besaß die Lokomotive eine Druckluftbremse, die als Klotzbremse ausgebildet war und auf die vier antriebslosen Drehgestellräder wirkte. Eine Bandbremse konnte die Lok innerhalb kürzester Distanz stillsetzen.
Die Lokomotive war mit zwei einfachen Dachstromabnehmern ausgerüstet, die besonders schmal ausgeführt waren. Das zeigte zusätzlich, dass die Loks nur für die Tagebauausfahrt verwendet werden sollten. Bei der Gleichstromsteuerung der Lokomotive waren die Fahrmotoren für die Antriebszahnräder paarweise in Reihe geschaltet.